# Me'ona
Me'ona (Hebreo: מְעוֹנָה) es un moshav en el norte de Israel. Está localizado entre los pueblos de Ma'alot-Tarshiha y Nahariya y cae bajo la jurisdicción del concejo Regional de Ma'ale Yosef. En 2015 tenía una población de 968 habitantes.

## Historia
El pueblo fue fundado en 1949 por inmigrantes de Rumanía y África del Norte.